# Wojciech Rudy
Wojciech Władysław Rudy (Katowice, 24 ottobre 1952) è un ex calciatore polacco, di ruolo difensore.

## Carriera
Con la nazionale polacca ha preso parte al campionato del mondo 1978.

## Palmarès

### Nazionale
- Argento olimpico: 1

Montréal 1976

### Individuale
- Calciatore polacco dell'anno: 1

1979